# مونيكا روذرفورد
مونيكا روذرفورد (بالإنجليزية: Monica Rutherford)‏ هي لاعبة جمباز فني بريطانية، ولدت في 29 مارس 1944 في سندرلاند في المملكة المتحدة.

## وصلات خارجية
- مونيكا روذرفورد على موقع اللجنة الأولمبية الدولية (الإنجليزية)
- مونيكا روذرفورد على موقع أوليمبيديا (الإنجليزية)